# Swampsong
Swampsong er det tredje album fra det finske melodiske dødsmetal-band Kalmah der blev udgivet i 2003 gennem Spikefram Records. 

## Numre
1. "Heroes to Us" – 5:10
2. "Burbot's Revenge" – 4:23
3. "Cloned Insanity" – 4:11
4. "The Third, The Magical" – 5:26
5. "Bird of Ill Omen" – 4:49
6. "Doubtful About It All" – 4:45
7. "Tordah" – 4:03
8. "Man With Mystery" – 4:48
9. "Moon of My Nights" – 6:12
10. "Suodeth" – 4:48

## Musikere
- Antti Kokko – Guitar
- Pekka Kokko – Vokal, guitar
- Timo Lehtinen – Bas
- Pasi Hiltula – Keyboard
- Janne Kusmin – Trommer